# М-96 Тајфун
М96 Тајфун је хрватски самоходни вишејевни бацач ракета. Развијен је средином 1990-их година, на основу југославенског система М77 Огањ. Основне разлике у односу на Огањ су промена калибра и уградња система на другу шасију.

## Опис
Систем Тајфун је изведен на шасији камиона Татра 818 8x8 с дугом кабином. У кабину је смештена четворочлана посада и систем за управљање ватром.
Систем је наоружан са 32 цеви калибра 122 мм и постављен је на задњу платформу, а на возилу се налази и резервно пуњење с још 32 пројектила. Систем Тајфун користи ракете развијене за руски вишецевни лансер БМ-21 Град и ракету РАК 122 М93 хрватске производње. Ови пројектили имају нешто слабије карактеристике у односу на ракете 128 мм за систем Огањ, али су јефтинији и лако доступни на међународном тржишту оружја.
Након пристизања на ватрени положај на задњој платформи возила се склапа заштитна церада, спуштају се 4 стопе које неутралишу сустем за ослањање возила и заузимају се елементи за гађање. Заузимање елемената се врши у аутоматском, полуаутоматском или ручном режиму. Гађа се рафалом ракета (32 ракете се испаљују за 16 секунди) или појединачним ракетама. Команда за испаљивање се може издати преко система за управљање ватром из кабине возила, ручно или са командног пулта удаљеног до 30 м од возила.
Након деловања лансирне цеви се допуњавају из пуњача смијештеног иза кабине возила. Време потребно за испаљивање пуног борбеног комплета (64 ракете) с истог ватреног положаја износи око 5 минута.

## Корисници
- Хрватска